# Покровський Борис Олександрович
Борис Олександрович Покровський (12 (23) січня 1912, Москва, Російська імперія — 5 червня 2009, Москва, РФ) — радянський і російський оперний режисер, головний режисер Большого театру в 1952—1963 і 1970—1982 роках. Народний артист СРСР (1961). З 1972 року — Керівник Московського державного академічного камерного музичного театру (МГАКТ). Лауреат Ленінської премії, Сталінських премій і Державних премій Росії, професор.

## Життєпис
Народився в Москві в сім'ї вчителя 10(23) січня 1912 року, поступив в Державний інститут театрального мистецтва імені Луначарського (ГІТІС), який закінчив в 1937 році, а через 16 років став професором кафедри музичного театру цього вузу.
У 1938-1943 роках був режисером (з 1940 — головним режисером) Горьковського державного театру опери і балету імені О.С.Пушкіна.
У 1943 році перейшов у Большой театр. У 1952, 1955-1963 і 1970-1982 роках — головний режисер Большого театру.
Поставив більше 180 спектаклів. Здійснив першу постановку опери «Війна і мир» С.Прокоф'єва в Ленінграді (1946, Ленінградський академічний Малий театр опери і балету).
У 1947 році ухвалою Політбюро ЦК ВКП(б) про формалізм в музиці була засуджена поставлена ним опера Вано Мураделі «Велика дружба». Режисера звинуватили в "формалізмі" - захопленні зовнішніми ефектами на шкоду змісту, проте якихось заходів по відношенню до режисера не послідувало. Аналогічні претензії були висловлені Араму Хачатуряну, Дмитру Шостаковичу і Сергію Прокоф'єву, чию музику головуючий на нараду діячів радянської музики член Політбюро Андрій Жданов порівняв з "звуками бормашини і музичної душогубки".
За той час, поки Борис Покровській був головним режисером Большого театру — в періоди з 1952 по 1963-ій і з 1970 по 1982 рік - ним було поставлено 42 спектаклі, зокрема "Весілля Фігаро" Моцарта, "Семена Котко" і "Гравця" Прокоф'єва, "Руслана і Людмилу" Глінки, "Мертві душі" Щедріна, "Викрадання місяця" Тактакишвілі, "Сон в літню ніч" Бріттена, "Отелло" Верді. Борис Покровський тільки на сцені Большого театру створив більше 40 оперних постановок. Вніс значний внесок до розвитку російського і світового оперного мистецтва.
З 1972 року був художнім керівником заснованого ним Московського камерного музичного театру. Разом з класичними операми режисер прагнув поповнити репертуар театру сучасними і рідкісними постановками. Так, крім опер "Дон Жуан, або Покараний розпусник" Моцарта і "Коронація Поппеї" Монтеверді глядачі його театру могли побачити "Пригоди гульвіси" І.Стравінського, "Ніс" Шостаковича, "Не тільки любов" Щедріна, "Диригент оркестру" Чимарози, «Життя з ідіотом» А.Шнітке. Особливий інтерес викликав спектакль "Комедія на Різдво, або Ростовське дійство" - постановка найстародавнішої з відомих на сьогоднішній день російських опер, написаною в XVII столітті митрополитом Димитрієм Ростовським. Режисер Багато працював в Європі і Японії.
У 1982 році в результаті конфлікту з керівництвом Покровський остаточно залишив Большой театр. Основою розбіжностей стало рішення адміністрації показувати на сцені Большого опери на мові оригіналу.
Автор низки мистецтвознавчих монографій. У 2008 році взяв участь в підготовці видання книги «Автограф століття».
Помер 5 червня 2009 року в Москві, похований 8 червня на Новодевічому цвинтарі в Москві.

## Визнання і нагороди
- 1947 — Сталінська премія
- 1948 — Сталінська премія
- 1949 — Сталінська премія
- 1950 — Сталінська премія
- 1961 — Народний артист СРСР
- 1967 — Орден Леніна
- 1972 — Орден Трудового Червоного Прапора
- 1976 — Орден Леніна
- 1980 — Ленінська премія
- 1982 — Орден Трудового Червоного Прапора
- 1995 — Державна премія Російської Федерації в області літератури і мистецтва 1994 року — за оперні спектаклі останніх років[5]
- 1996 — Театральна премія «Золота маска» — за спектаклі Камерного музичного театру
- 1997 — Орден «За заслуги перед Вітчизною» III ступеня — за заслуги перед державою і великий особистий внесок у розвиток вітчизняного музичного мистецтва[6]
- 1999 — Медаль Пушкіна в ознаменування 200-річчя з дня народження О.Пушкіна, за заслуги в області культури, освіти, літератури і мистецтва[7]
- 2002 — Орден «За заслуги перед Вітчизною» II ступеня — за видатні заслуги в області музичного мистецтва[8]
- 2003 — Театральна премії імені К.С.Станиславського
- 2004 — Театральна премія «Золота маска» в номінації «За честь і гідність»
- 2004 — Державна премія Російської Федерації в області літератури і мистецтва 2003 року за спектаклі Московського державного академічного камерного музичного театру «Сорочинський ярмарок» М. Мусоргського, «Юлій Цезарь і Клеопатра» Г.Ф.Генделя[9]
- 2007 — Орден «За заслуги перед Вітчизною» I ступеня — за видатний внесок у розвиток вітчизняного музичного мистецтва і багаторічну творчу діяльність[10]
- 2008 — Орден Святого князя Олександра Невського I ступені «за видатні заслуги і великий особистий внесок у розвиток вітчизняної культури»[11]

## Виноски
1. 1 2 3  Bibliothèque nationale de France BNF: платформа відкритих даних — 2011.
2. ↑  Покровский Борис Александрович // Большая советская энциклопедия: [в 30 т.] / под ред. А. М. Прохорова — 3-е изд. — Москва: Советская энциклопедия, 1969.
3. ↑  http://www.bolshoi.ru/ru/theatre/people/detail.php?act26=info&id26=894
4. ↑  Find a Grave — 1996.
5. ↑  Указ Президента РФ от 29 мая 1995 г № 537
6. ↑  Указ Президента РФ от 23 января 1997 г № 38
7. ↑  Указ Президента РФ от 4 июня 1999 г № 700
8. ↑  Указ Президента РФ от 29 января 2002 г № 110
9. ↑  Указ Президента РФ от 12 июня 2004 г № 766
10. ↑  Указ Президента РФ от 23 января 2007 г № 63
11. ↑  Портал «Культура»: Кавалеры Александра Невского